# 直梗紫堇
直梗紫堇（学名：Corydalis balfouriana），为罂粟科紫堇属下的一个植物种。